# Palame
Palame (лат.) — род усачей трибы Acanthocinini из подсемейства ламиин.

## Описание
Коренастые жуки с булавовидными бёдрам. От близких групп отличается следующими признаками: переднегрудь с с очень редуцированными боковыми бугорками; самец с вершинно-внутренним шиповидным выступом на шестом членике усиков (в антенномере VI).

## Классификация и распространение
Включает 5 видов. Встречаются, в том числе, в Северной и Южной Америке.
- Palame aeruginosa Monné, 1985
- Palame anceps (Bates, 1864)
- Palame crassimana Bates, 1864
- Palame mimetica Monné, 1985
- Palame vitticolle (Bates, 1864)